# Option Canada
Option Canada est un organisme semi-clandestin, financé par le gouvernement du Canada par le Conseil de l'unité canadienne, qui a participé au financement du camp du Non lors du référendum de 1995 au Québec. Fondé le 7 septembre 1995, quelque huit semaines avant le référendum pour la souveraineté du Québec, il fut dissous quelques mois plus tard. Des agissements ont été faits en contravention de différentes lois québécoises et plusieurs décideurs font partie des personnes accusées d'avoir participé au scandale des commandites.

## Contexte
Au moment de ses agissements, le groupe était composé de différents hommes d'affaires et organisateurs politiques de trois partis politiques fédéralistes : Le Parti libéral du Canada, le Parti libéral du Québec et le Parti progressiste-conservateur du Canada. Le président d'Option Canada était Claude Dauphin, un proche collaborateur de Paul Martin lorsqu'il était ministre des Finances et actuellement maire de l'arrondissement de Lachine depuis 2001 maire de l'arrondissement de Lachine.
Option Canada a attiré l'attention du public quand il a créé un comité pour enregistrer les électeurs hors Québec. Il aidait les citoyens ayant quitté le Québec moins de deux ans avant le référendum et qui estimaient possiblement revenir au Québec prochainement, à obtenir le droit de vote lors du référendum. Depuis 1989, une clause de la loi électorale du Québec le permettait. Le comité, qui opérait durant la campagne référendaire, distribuait des dépliants qui incluaient le formulaire à remplir pour se prévaloir de cette particularité. Le dépliant donnait aussi un numéro de téléphone sans frais pour obtenir plus d'information, qui était le même que celui du Conseil de l'unité canadienne.
Après le référendum, le Directeur des élections du Québec, Pierre F. Côté, a accusé Option Canada d'avoir violé les lois québécoises et a ouvert une enquête. Par contre, le 17 octobre 1997, la Cour suprême du Canada a jugé que certaines clauses électorales québécoises étaient inconstitutionnelles. Le directeur des élections du Québec n'a eu d'autre choix que d'abandonner les chefs d'accusation.

## Le LivreLes Secrets d'Option Canada
L'ouvrage de Normand Lester et de Robin Philpot, Les Secrets d'Option Canada (2006), décrit les agissements et les ramifications de cet organisme. L'écriture de ce livre commence par un appel au public de Normand Lester dans l'article du journal Le Devoir en date du 21 avril 2005 et intitulé Il faut aussi une enquête publique sur les magouilles référendaires. Quelque temps plus tard, sous le couvert de l'anonymat, un fonctionnaire contacte Lester et lui remet une caisse contenant des documents incriminants trouvés, dira Lester, «dans les poubelles d'un centre commercial de la Rive-Sud». La presque totalité des preuves exposées dans le livre est tirée de ces fameux documents : des lettres de correspondances, des photocopies de chèques et des factures.
Par ailleurs, à la suite de la remise de certains documents, le bureau du Vérificateur général du Canada prévoit de lancer une enquête sur les agissements de cet organisme.
Plusieurs documents incriminent notamment le premier ministre du Québec Jean Charest, Me Claude Dauphin (ancien maire de l'arrondissement Lachine à Montréal), l'ancien premier ministre du Québec Daniel Johnson, le ministre canadien aux affaires étrangères (de 1996 à 2005) Pierre Pettigrew, le publicitaire André Morrow, la ministre canadienne du Patrimoine (de 2002 à 2005) Liza Frulla (conjointe de André Morrow, également), Groupe Everest (groupe de publicité impliqué dans le scandale des commandites), BCP (groupe de publicité impliqué dans le scandale des commandites) et certains membres influents du Parti conservateur du Canada.
Au lendemain du lancement du livre, soit le 10 janvier 2006, le chef du Parti québécois, André Boisclair, demanda des comptes au premier ministre du Québec Jean Charest à ce sujet. Ce dernier fut, lors du référendum de 1995, vice-président du camp du non. Monsieur Boisclair demanda également une enquête publique.

## Enquête de Bernard Grenier
Le 13 janvier 2006, le Directeur général des élections du Québec, Me Marcel Blanchet, a annoncé la nomination de Monsieur Bernard Grenier, un juge à la retraite de la Cour supérieure du Québec, comme commissaire responsable d'examiner les documents fournis par Normand Lester.
Le 28 juin 2006, la GRC annonce son intention d'enquêter sur les agissements d'Option Canada
Le 29 mai 2007, le rapport du juge Grenier sur Option Canada conclut qu'« Option Canada et le Conseil pour l’unité canadienne ont dépensé illégalement environ 539 000 $ durant la période référendaire d’octobre 1995 ».
Selon Bernard Descôteaux, les résultats de l'enquête montrent que Philpot et Lester exagéraient un peu en parlant de 5 millions de dollars au lieu de 500 000 dollars. Descôteaux ne soutient pas la thèse de Lester, mais avoue qu'il aurait souhaité que l'enquête se déroule en public. Il tente ainsi de critiquer le rapport du juge Grenier. De son côté, Jean Charest parle d'un « pétard mouillé ».

Dans son rapport sur les activités d’Option Canada, le juge Grenier a estimé à 500 000$ les dépenses qui n’avaient pas été autorisées ou déclarées pour le seul mois qui a précédé le référendum. Les auteurs affirmaient que ce n’est qu’une partie infime des sommes que le fédéral a dépensées illégalement et clandestinement pour le camp du Non.
Le rapport du Juge Grenier va même plus loin en précisant (page 66) que "(...) les allégations de MM. Lester et Philpot selon lesquelles l'agence BCP aurait illégalement expédié des factures à Option Canada relativement à des dépenses réglementées sont mal fondées." D'ailleurs, dans une lettre publiée dans Le Devoir (4 juin 2007), MM. Lester et Philpot admettaient avoir eu "tort au sujet de cette entreprise" et qu'ils acceptaient le résultat de son enquête.

## Source
1. ↑  Normand Lester, «Il faut aussi une enquête publique sur les magouilles référendaires», Le Devoir, 21 avril 2005
2. ↑  « Aide occulte pour le NON: Option Canada aurait dépensé 3,5 millions lors du référendum de 1995 », sur archive.wikiwix.com, Le Devoir, 10 janvier 2006
3. ↑  La GRC enquête sur Option Canada, Le Devoir, 2006-06-28
4. ↑  Rapport d'enquête au sujet des activités d'Option Canada à l'occasion du Référendum tenu au Québec en octobre 1995, Élection Québec, 2007-05-29
5. ↑  Le Devoir : Timide, ce juge
6. ↑  Radio-Canada : Option Canada - Les souverainistes en veulent plus